# Isola Ozërnyj
L'isola Ozërnyj (in russo остров Озёрный, ostrov Ozërnyj; in italiano "isola del lago") è un'isola russa che fa parte dell'arcipelago di Severnaja Zemlja ed è bagnata dal mare di Laptev.
Amministrativamente fa parte del Tajmyrskij rajon del Territorio di Krasnojarsk, nel Distretto Federale Siberiano.

## Geografia
L'isola si trova nella parte settentrionale dell'arcipelago, a 1,4 km dalla costa est di Komsomolets, in mezzo a un gruppo di isolette senza nome e banchi di sabbia. Ozërnyj è piatta, lunga 2,3 km e larga circa 700 m; nella parte meridionale c'è un lago collegato al mare da un canale; è circondata da bassi fondali.

## Isole adiacenti
- Isola Glinistyj (остров Глинистый), 0,6 km ad ovest.
- Isola Razdel’nyj (остров Раздельный), 2,5 km a nord-est.
- Isola Lopastnoj (остров Раздельный), a nord-ovest.